# Attalla
Pour le comté du Mississippi, voir Comté d'Attala.
La ville américaine d’Attalla est située dans le comté d'Etowah, dans l’État de l’Alabama. En 2010, sa population s’élevait à 6 048 habitants.

## Démographie
| 1880 | 1890  | 1900  | 1910  | 1920  | 1930  | 1940  | 1950  |
| ---- | ----- | ----- | ----- | ----- | ----- | ----- | ----- |
| 351  | 1 254 | 1 692 | 2 513 | 3 462 | 4 585 | 4 885 | 7 537 |

| 1960  | 1970  | 1980  | 1990  | 2000  | 2010  | - | - |
| ----- | ----- | ----- | ----- | ----- | ----- | - | - |
| 8 257 | 7 510 | 7 737 | 6 859 | 6 592 | 6 048 | - | - |